# Индивидуальная ракетная двигательная установка
Индивидуальная ракетная двигательная установка  - система, обеспечивающая передвижение космонавта в открытом космосе. 
Установка, состоящая из одного или нескольких РДТТ, рулевых приводов и вспомогательных устройств, обеспечивающих их функционирование.

## Устройство
Содержит несколько импульсных ракетных двигателей тягой 5–15 Н, устанавливаемых неподвижно в различных направлениях. 

## История
Первый проект индивидуального ракетного ЛА создал А. Ф. Андреев (СССР, 1924).

## Виды
В СССР были испытаны следующие  виды (конструкции) индивидуальных ракетных двигательных установок:
- ручные индивидуальные ракетные двигательные установки, работающие на сжатом азоте или кислороде,

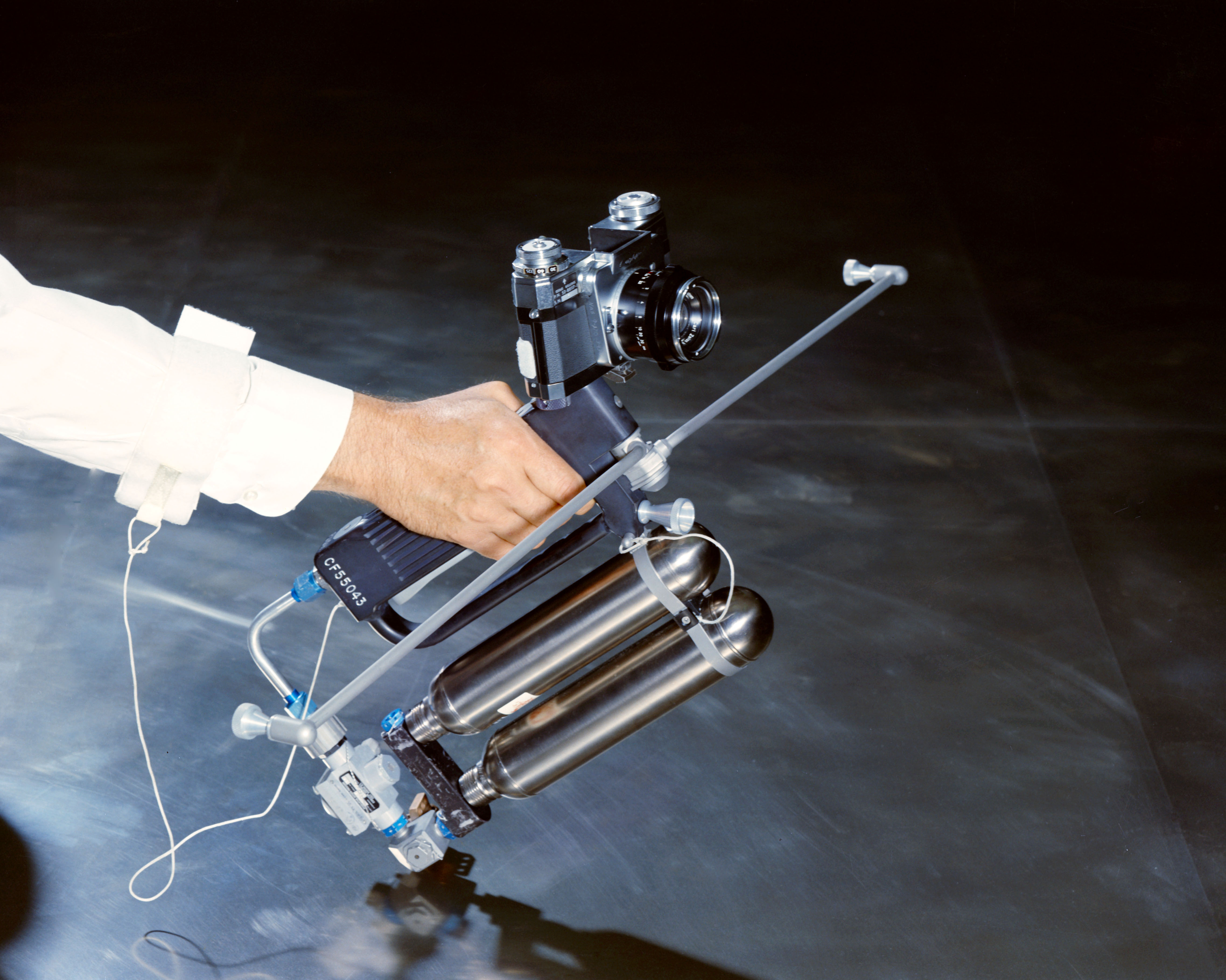
HHMU

- HHMUкресельная индивидуальная ракетная двигательная установка с педальным управлением (ракетные двигатели расположены под ступнями космонавта),
- ранцевая индивидуальная ракетная двигательная установка, работающая на сжатом азоте.  Ракетные двигатели, смонтированные на ранце, управлялись вручную или автоматически (с целью стабилизации космонавта в пространстве).

В СССР были разработаны и созданы  индивидуальные ракетные двигательные установки, работающие на смеси пероксида водорода и гидразина. 
К ручным индивидуальным ракетным двигательным установкам относится  HHMU (США) ручное реактивное устройство «самострел» (англ. zip gun), которое  представляет собой пистолет, выбрасывающий газовую струю (газ подается через шланг от кислородной системы скафандра), использовалось американскими астронавтами на кораблях «Джемини». 
К ранцевым индивидуальной ракетным двигательным установкам относится AMU (США), ранцевое устройство (англ. Astronaut Maneuvering Unit) , которое проектировалось для программы «MOL»  и присутствовало на орбите в полётах Джемини-9, но из-за чрезмерной усталости астронавта Юджина Сернана выход в открытый космос был прерван и устройство так и не было испытано. Также предполагалось запустить его в составе экспедиции Джемини-12, но проект так и не осуществился. 